# 27815 Katsuhito
27815 Katsuhito este o planetă minoră (asteroid), cu un diametru de 6,27 km, din centura de asteroizi. A fost descoperită pe 16 septembrie 1993 la Kitami Observatory⁠(d) de Kin Endate. 
Obiectul prezintă o orbită caracterizată de o semiaxă mare de 2,5802064 UAi, o excentricitate de 0,28, o înclinație de 11,00337 ° în raport cu ecliptica.